# 523 프로젝트

투유유(오른쪽)가 러우즈천 교수와 함께 중국중의과학원에서 근무하던 모습

523 프로젝트(중국어: 523项目)는 1967년에 중국 정부가 말라리아 치료제를 개발하기 위하여 진행한 비밀 군사 프로젝트의 암호명이다. 해당 프로젝트가 시작된 날짜인 5월 23일에서 이름을 따서 명명된 이 프로젝트는 베트남 전쟁의 중대한 위협인 말라리아를 다루었다. 호찌민 북베트남 총리의 지시에 따라 저우언라이 중국 총리는 회의록에서 밝힌 대로 마오쩌둥 중국공산당 주석에게 "동맹군의 전투태세를 유지하기 위해" 대규모 프로젝트를 시작하라고 설득했다. 이 프로젝트에는 500명 이상의 중국 과학자들이 채용되었으며 세 개의 갈래로 나뉘어 진행되었다. 중국 전통의학을 조사하던 중 발견한 개똥쑥에서 말라리아 치료 성분을 발견하게 되었고 이는 새로운 말라리아 치료제인 아르테미시닌의 개발로 이어졌다. 문화 대혁명 기간 동안에 착수되어 진행된 프로젝트 523은 1981년에 공식적으로 종료되었다.
아르테미시닌은 높은 안정성과 효능 덕분에 열대열 말라리아 치료의 선택 약물이 되었다. 세계보건기구는 이들이 찾아낸 결합물(아르테미시닌)을 지지하며 필수 의약품 목록에 포함시켰다. 이 프로젝트의 참여한 과학자 가운데 중국 군사과학원 미생물학 및 역학 연구소 소속인 저우이칭과 그의 연구팀은 코아템(artemether-lumefantrine 복합제) 개발로 2009년 유럽 발명상(European Inventor Award)의 “비유럽 국가” 부문을 수상하였다. 중국 전통 약학 연구소(현재 중국전통과학원)의 중국 약물학 기관인 칭하오수 연구 센터의 투유유는 아르테미시닌 발견에 기여한 공로로 2011년 래스커-드베이키 임상 의학 연구상(Lasker-DeBakey Clinical Medical Research Award)과 2015년 노벨 생리학·의학상을 수상했다.

## 배경
베트남 전쟁은 소련과 중국 등 공산 국가의 지원을 받은 북베트남과 미국과 동맹국들의 지원을 받은 남베트남 사이에 전개되었다. 분쟁은 1954년에 시작되어 1961년까지의 대규모 전투로 이어졌다. 진지전에서 더 유리한 위치를 차지하던 것은 북베트남 군대였고, 남베트남(베트콩)은 말라리아 전염병으로 인해 사망률이 증가했다. 일부의 전쟁터에서는 질병으로 인해 절반 이상의 군사력 감소가 일어나기도 하였고 심한 경우엔 병력의 90%가 무력화되었다고 한다. 이에 호찌민 북베트남 총리는 저우언라이 중국 총리에게 의료 지원을 요청하였다. 하지만 그 전 해, 마오쩌둥 주석은 학교와 대학을 폐쇄하고 과학자와 지식인들을 추방하는 문화대혁명을 진행하였다. 마오쩌둥은 호찌민의 간청을 진지하게 받아들여 군사 계획을 승인하였고, 1967년 5월 23일, 약 600명의 과학자들이 소집되었다. 소집된 사람들 중에는 군인과 과학자, 서양과 전통 한의학의 의료인들이 포함되어 있었다. 이 프로젝트의 이름은 프로젝트의 시작일에서 따와 523항목이라는 코드네임으로 불렸다. 이 프로젝트는 합성 화학물 개발, 임상 연구(또는 감염 관리), 전통 한의학 연구 등 세 개의 주요 갈래로 나뉘어 진행되었다. 국가 기밀 임무로 분류된 이 프로젝트는 문화 대혁명의 참극으로부터 많은 과학자들을 구했다.

## 같이 보기
- 약물 발견
- 한약